# Just Dance: Disney Party 2
Just Dance: Disney Party 2 es el segundo juego de Disney Just Dance en la serie Just Dance publicado por Ubisoft. 
Está precedido por Just Dance: Disney Party. El juego se espera que sea lanzado el 20 de octubre de 2015. 
A diferencia del juego anterior, JDDP2 tiene Características Mayormente de la Música de "Disney Channel". 
Que incluyen canciones de Austin & Ally, Descendientes, Girl Meets World, Zapped, y muchos más, incluyendo el Show Latinoamericano Violetta.

## Lista de canciones
26 canciones se han confirmado.
| Canción                        | Artista                                                                               | Programa/Película | Año  |
| ------------------------------ | ------------------------------------------------------------------------------------- | ----------------- | ---- |
| A Billion Hits                 | Ross Lynch                                                                            | Austin & Ally     | 2011 |
| "Be Our Guest"                 | Elenco de Descendants                                                                 | Descendants       | 2015 |
| "Better in Stereo"             | Dove Cameron                                                                          | Liv & Maddie      | 2013 |
| "Can You Feel It"              | Ross Lynch                                                                            | Austin & Ally     | 2012 |
| "Chasing the Beat of My Heart" | Ross Lynch                                                                            | Austin & Ally     | 2013 |
| "Cruisin' for a Bruisin"       | Ross Lynch, & Jason Evigan                                                            | Teen Beach Movie  | 2013 |
| "Did I Mention"                | Jeff Lewis                                                                            | Descendants       | 2015 |
| "En Mi Mundo"                  | Martina Stoessel                                                                      | Violetta          | 2012 |
| "Evil Like Me"                 | Kristin Chenoweth and Dove Cameron                                                    | Descendants       | 2015 |
| "Falling For Ya"               | Jordan Fisher & Chrissie Fit                                                          | Teen Beach 2      | 2015 |
| "Falling For Ya / Surf's Up"   | Grace Phipps / Ross Lynch & Maia Mitchell                                             | Teen Beach Movie  | 2013 |
| "Gotta Be Me"                  | Ross Lynch, Maia Mitchell, Garrett Clayton, Grace Phipps, John DeLuca & Jordan Fisher | Teen Beach 2      | 2015 |
| "Had Me @ Hello"               | Olivia Holt                                                                           | Girl vs. Monster  | 2013 |
| "Hoy Somos Mas"                | Elenco de Violetta                                                                    | Violetta          | 2015 |
| "Keep It Undercover"           | Zendaya                                                                               | K.C. Undercover   | 2015 |
| "Me & You"                     | Laura Marano                                                                          | Austin & Ally     | 2014 |
| "Right Where I Want To Be"     | Garrett Clayton & Grace Phipps                                                        | Teen Beach 2      | 2015 |
| "Rotten to the Core"           | Dove Cameron, Cameron Boyce, Booboo Stewart & Sofia Carson                            | Descendants       | 2015 |
| "Set It Off"                   | Elenco de Descendants                                                                 | Descendants       | 2015 |
| "Take on the World"            | Rowan Blanchard & Sabrina Carpenter                                                   | Girl Meets World  | 2014 |
| "That's How We Do"             | Ross Lynch, Maia Mitchell, Garrett Clayton & Grace Phipps                             | Teen Beach 2      | 2015 |
| "Time of Our Lives"            | Olivia Holt                                                                           | I Didn't Do It    | 2014 |
| "Too Much"                     | Zendaya                                                                               | Zapped            | 2014 |
| "Twist Your Frown Upside Down" | Ross Lynch, Maia Mitchell, Garrett Clayton & Grace Phipps                             | Teen Beach 2      | 2015 |
| "What A Girl Is"               | Dove Cameron                                                                          | Liv & Maddie      | 2015 |
| "You, Me & the Beat"           | Dove Cameron                                                                          | Liv & Maddie      | 2015 |